# Jan Kudra
Jan Antoni Kudra (Łódź, 5 de julho de 1937 – 31 de janeiro de 2023) foi um ciclista polonês. Venceu as edições de 1932 e 1968 da competição Volta à Polônia. Competiu na prova de estrada individual nos Jogos Olímpicos de Verão de 1964.

## Morte
Kudra morreu em 31 de janeiro de 2023, aos 85 anos.